# بارانکو د لوبا
بارانکو د لوبا (انگلیسی: Barranco de Loba) نام شهری در کشور کلمبیا است.